# Księżna Walii
Księżna Walii (ang. Princess of Wales; wal. Tywysoges Cymru) – tytuł przysługujący tradycyjnie małżonce księcia Walli.

## Księżne Walii – żony następców angielskiego i brytyjskiego tronu
Po angielskim podboju Walii syn króla Edwarda I otrzymał inwestyturę na księstwo Walii w roku 1301 r. Ponieważ pierwszy książę Walii ożenił się dopiero po wstąpieniu na tron Anglii jako Edward II, pierwszą księżną Walii była dopiero małżonka drugiego księcia Walii Edwarda Czarnego Księcia.
Żona księcia Walii, którym jest następca brytyjskiego tronu, traci tytuł w przypadku wstąpienia na tron wraz z małżonkiem lub rozwodu z mężem. Po śmierci małżonka, który nie objął tronu, jest tytułowana księżną wdową Walii.
Wyjątkiem od tej reguły był tytuł przysługujący księżnej Dianie po roku 1996, który zatrzymała mimo rozwodu z księciem Walii Karolem.
Królowa Kamila, druga żona Karola III, oficjalnie używała tytułów księżnej Kornwalii i księżnej Rothesay, aby nie być kojarzoną z poprzednią małżonką Karola. Przysługiwał jej jednak także tytuł księżnej Walii. 9 września 2022 roku tytuł księżnej Walii został nadany Katarzynie Middleton. 
| #  | Imię                     | Portret | Urodzona                          | Zmarła                              | Czas piastowania urzędu  | Rodzice |
| -- | ------------------------ | ------- | --------------------------------- | ----------------------------------- | ------------------------ | --- |
| 1  | Joanna z Kentu           |         | 29 września 1328                  | 7 sierpnia 1385 Wallingford         | 1361–1385                | Edmund Woodstock (1301–1330), 1. hrabia Kentu Margaret Wake (1283–1349), 3. baronowa Wake of Liddell                        |
| 2  | Anna Neville             |         | 11 czerwca 1456 Warwick           | 16 marca 1485 Westminster           | 1470–1471                | Richard Neville (1428–1471), 16. hrabia Warwick Anne Beauchamp (1426–1492), c. Richarda de Beauchamp, 13. hrabiego Warwick  |
| 3  | Katarzyna Aragońska      |         | 16 grudnia 1485 Alcala de Henares | 7 stycznia 1536 Kimbolton           | 1499–1509 oraz 1533–1536 | Ferdynand II Katolicki (1452–1516), król Aragonii Izabela I Katolicka (1451–1504), królowa Kastylii                         |
| 4  | Karolina z Ansbachu      |         | 1 marca 1683 Ansbach              | 20 listopada 1737                   | 1714–1727                | Jan Fryderyk (1654–1686), margrabia Brandenburgii-Ansbach Eleonora Wettyn z Saksonii-Eisenach (1662–1696)                   |
| 5  | Augusta z Saksonii-Gothy |         | 30 listopada 1719 Gotha           | 8 lutego 1772 Carlton House         | 1736–1751                | Fryderyk II (książę Saksonii-Gotha-Altenburg) (1676–1732) Magdalena Augusta z Anhaltu-Zerbst (1676–1740)                    |
| 6  | Karolina Brunszwicka     |         | 17 maja 1768 Brunszwik            | 7 sierpnia 1821                     | 1795–1820                | Karol Wilhelm (książę Brunszwiku) (1735–1806) Augusta Fryderyka Hanowerska (1737–1813), c. Fryderyka Ludwika, księcia Walii |
| 7  | Aleksandra Duńska        |         | 1 grudnia 1844 Kopenhaga          | 20 listopada 1925 Sandringham House | 1863–1901                | Chrystian IX (1818–1906), król Danii Luiza z Hesji-Kassel (1817–1898), c. Wilhelma, księcia heskiego                        |
| 8  | Maria Teck               |         | 26 maja 1867 Kensington           | 24 marca 1953                       | 1901–1910                | Franciszek (1837–1900), książę Teck Maria Adelajda (1833–1897), c. Adolfa, księcia Cambridge                                |
| 9  | Diana Spencer            |         | 1 lipca 1961 Sandringham          | 31 sierpnia 1997 Paryż              | 1981–1997                | Edward Spencer (8. hrabia Spencer) (1924–1992) Frances Shand Kydd (1936–2004), c. Edmunda Burke’a Roche'a, 4. barona Fermoy |
| 10 | Kamila Parker Bowles     |         | 17 lipca 1947 Londyn              |                                     | 2005-2022                | mjr Bruce Shand (1917–2006) Rosalind Cubbitt (1921–1994)                                                                    |
| 11 | Katarzyna Middleton      |         | 9 stycznia 1982 Reading           |                                     | 2022-                    | Michael Middleton (1949–) Carole Middleton (1955–)                                                                          |